# Karl Nag
Karl H. Nag, norveški veslač, * 10. november 1893, † 9. avgust 1975.
Nag je za Norveško nastopil v osmercu na Poletnih olimpijskih igrah 1920 v Antwerpnu in s tem čolnom osvojil bronasto medaljo.